# Audi MedCup

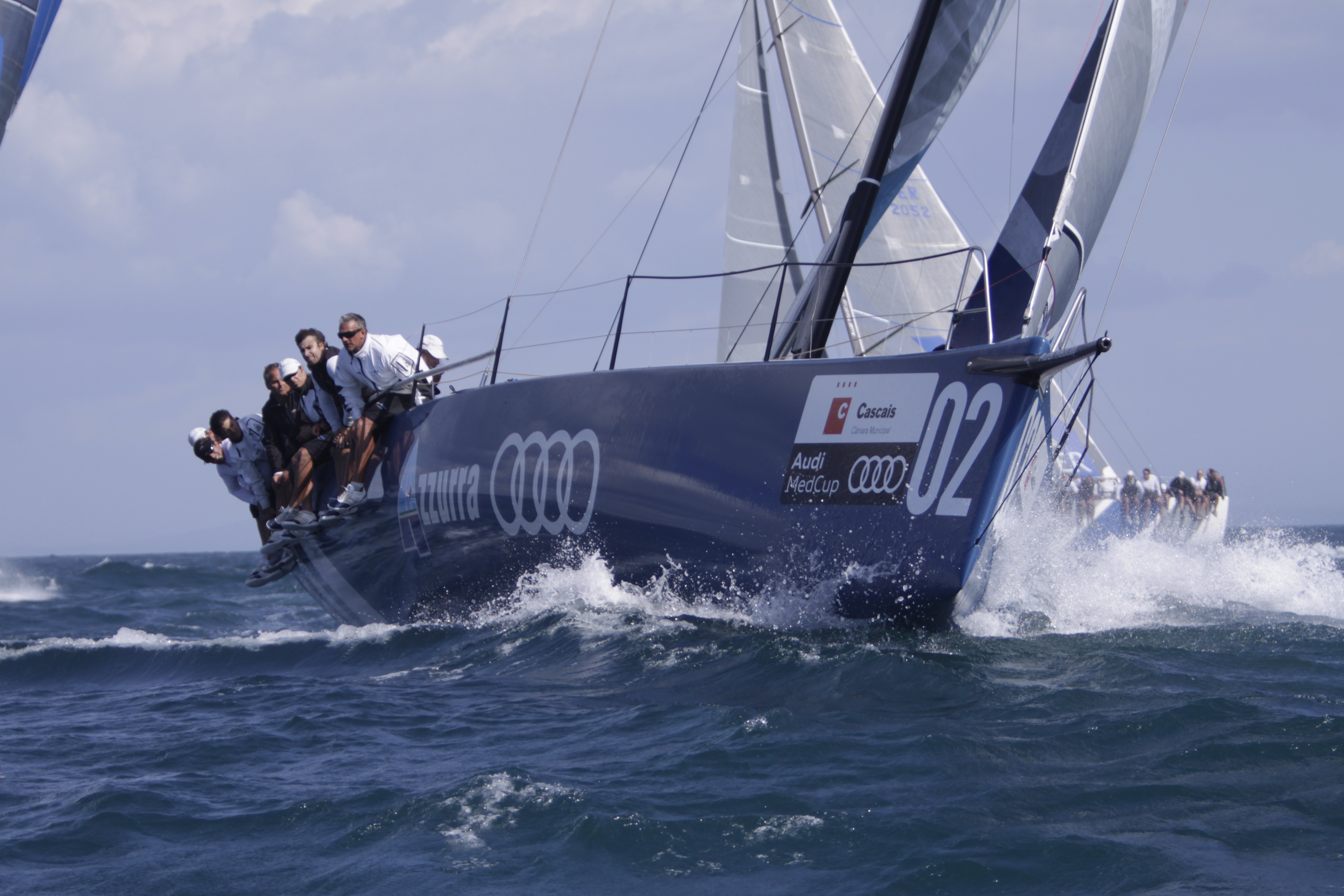
Una barca all' Audi MedCup di Cascais 2011

La MedCup (chiamata ufficialmente Audi MedCup per motivi di sponsorizzazione), è uno dei più famosi circuiti di gare nello sport della vela.
Ogni anno si tengono cinque regate in altrettante diverse località dell'Europa e ognuna è indipendente dall'altra.
La prima edizione si è tenuta nel 2005.
L'edizione 2011 si tiene a: Cascais (Portogallo), Marsiglia (Francia), Cagliari (Italia), Cartagena (Spagna), Barcellona (Spagna).

## Audi MedCup 2010
| Regata                   | Località   | Data            |
| ------------------------ | ---------- | --------------- |
| Trofeo Portogallo        | Cascais    | 11-16 maggio    |
| Trofeo Marsiglia         | Marsiglia  | 15-20 giugno    |
| Trofeo Barcellona        | Barcellona | 20-25 luglio    |
| Trofeo Regione di Murcia | Cartagena  | 24-29 agosto    |
| Trofeo Regione Sardegna  | Cagliari   | 20-25 settembre |

## Audi MedCup 2011
| Regata                  | Località   | Data            |
| ----------------------- | ---------- | --------------- |
| Trofeo Portogallo       | Cascais    | 17-21 maggio    |
| Trofeo Marsiglia        | Marsiglia  | 14-19 giugno    |
| Trofeo Regione Sardegna | Cagliari   | 19-24 luglio    |
| Trofeo Regione Murcia   | Cartagena  | 23-28 agosto    |
| Trofeo Barcellona       | Barcellona | 12-17 settembre |

## Vincitori
| TP52 |                                |                    |               |
| Anno | Vincitore                      | Patrón             | Paese         |
| 2005 | Pisco Sour                     | Vasco Vascotto     | Cile          |
| 2006 | Mutua Madrileña - Mean Machine | Peter de Ridder    | Monaco        |
| 2007 | Artemis                        | Torbjorn Tornqvist | Svezia        |
| 2008 | Quantum Racing                 | Terry Hutchinson   | Stati Uniti   |
| 2009 | Emirates Team New Zealand      | Dean Barker        | Nuova Zelanda |
| 2010 | Emirates Team New Zealand      | Dean Barker        | Nuova Zelanda |
| 2011 |                                |                    |               |

| GP42 |                              |                          |        |
| Anno | Vincitore                    | Patrón                   | Paese  |
| 2009 | Islas Canarias Puerto Calero | José María Ponce         | Spagna |
| 2010 | Madrid - Caser Seguros       | José María Van der Ploeg | Spagna |
| S40  |                              |                          |        |
| 2011 |                              |                          |        |